# Elio Ragni
Elio Ragni   (Milà, 5 de desembre de 1910 - Milà, 20 de juny de 1998) va ser un atleta italià, especialista en curses de velocitat, que va competir durant la dècada de 1930.
El 1936 va prendre part en els Jocs Olímpics de Berlín, on va guanyar la medalla de plata en els 4x100 metres relleus del programa d'atletisme. Formà equip amb Orazio Mariani, Gianni Caldana i Tullio Gonnelli.

## Millors marques
- 100 metres. 10.7" (1937)[1]